# Ninon de l’Enclos
Anne „Ninon” de l’Enclos (Párizs, 1620. november 10. – Párizs, 1705. október 17.) francia származású luxus kurtizán, író és a művészetek, illetve a tehetséges művészek pártfogója a francia királyi udvarban.

## Ifjúsága
1620. november 10-én született Anne de l’Enclos néven, Párizs Marais negyedében egy középosztálybeli család gyermekeként. Míg anyja erősen vallásos szellemiségű, addig apja – akit egyébként Ninon imádott – szabados szemléletű, vidám természetű és a mulatságokat kedvelő férfi volt. 1632 körül Ninon apja egy szerelmi románca okán kitört párbajt követően elhagyta Franciaországot és ezzel együtt családját is. Bár Ninon szüleit egyformán szerette, de apja hatása nagyobb erővel formálta későbbi gondolkodását. Anyja halála után hozomány hiányában a még férjezetlen Ninonnak túl sok választása nem maradt, vagy férjhez megy, vagy belép egy kolostorba, esetleg nevelőnőnek áll egy módosabb családhoz, vagy pedig kurtizán lesz. Ő, a fiatal Coligny gróffal való viszonyát követően, ez utóbbi mellett döntött.

## Élete kurtizánként
Habár Ninon de l’Enclos kortársai szerint egyáltalán nem volt szépnek nevezhető, mivel kissé hosszú orra, dús szemöldöke és tokája volt, bölcsességével és intelligenciájával mégis óriási sikereket ért el a francia királyi udvarban forgolódó magas rangú férfiak körében. Számos gazdag és befolyásos szeretője akadt, köztük a Nagy Condé herceg, aki nem volt más mint XIV. Lajos unokatestvére egyben Enghien hercege, valamint szeretői közé tartozott még a Sevigne család három férfigenerációja és François de La Rochefoucauld is, aki hercegi származása dacára Descartes és Pascal mellett a 17. század három nagy gondolkodójának egyikévé vált.
Eszén túlmenően Ninon rámenőssége is igen nagy segítséget jelentett számára szerelmi sikereiben, hiszen korának elfogadott női attitűdjével ellentétben, nem csak passzívan hagyta, hogy körbeudvarolják, hanem nap mint nap egy szatén hordszéken körbeutazva az Udvart a neki tetsző férfiakat szabályosan levadászta, és szerelmes levelet küldött az éppen kiszemelt áldozatnak. Mottója az volt: „Szenvedélyesen szeress, de csak rövid ideig!” Így szeretőit, saját krédóját követve, sohasem tartotta meg három hónapnál tovább. Csak egyetlen hosszútávú monogám kapcsolata volt, három évig élt együtt Villarceaux márkival annak vidéki birtokán. Érdekes módon ez a férfi egyáltalán nem testesítette meg Ninon addigi férfi ideálját, mivel inkább megrögzött nőcsábász volt, mintsem intellektuális személyiség. A vidéki birtokon töltött évek alatt a márki vadászattal, míg Ninon tanulással múlatta az időt. Szerelmük gyümölcse egy fiú volt, akit Ninon egész további életében szeretett és támogatott. Villarceaux márkival való szakítását követően Ninon visszaköltözött Párizsba és a Marais negyedben szalont nyitott, mely hamarosan igencsak látogatottá vált. Ezen a helyen sem vallásról, sem politikáról nem esett szó, sőt a kártyajátékok és az ivászat is tiltva volt, csakis a zene és a művészetek jelentették a beszélgetések tárgyát. Bizonyos források szerint ebben az időszakban átmenetileg magához fogadta Paul Scarron elszegényedett, fiatal özvegyét, Françoise d’Aubignét, aki később XIV. Lajos, a Napkirály és Madame de Montespan gyermekeinek nevelőnője, később Madame de Maintenon márkinő rangjára emelve a király szeretője, majd titokban elvett, de hivatalosan el nem ismert (második) felesége lett.

## A korosodó asszony
Ninon de l’Enclos a negyvenes éveire felhagyott kegyencnői szerepével és egy „Szerelmi Akadémiát” hozott létre, ahol az arisztokrácia ifjait tanította a szív ügyeinek rejtelmeire. Modern gondolkodásának köszönhetően Ninon az ismerkedéstől, az udvarláson és a szeretkezés technikáin át a szerelmi affér befejezéséig jó tanácsokkal látta el a felnövekvő gavallér generációkat. Az ifjakat arra tanította, hogy minden helyzetben vegyék figyelembe és tartsák szem előtt partnernőjük igényeit.

## Utolsó évei
Ninon igen hosszú ideig élt és ennek a hosszú életnek a legvégéig udvarlói voltak. Utolsó éveiben beleszeretett ügyvédjének, Francois Arouet-nak fiába, aki később Voltaire néven vált ismertté. Voltaire-re végrendeletében 2000 livre-t hagyott azért, hogy a fiatalember könyvtárát gyarapíthassa. Élete végén semmit nem bánt meg abból, amit tett, vagy amivé vált. Egyvalamit sajnált csak, mégpedig azt, hogy megöregedett, mivel úgy tartotta, hogy egy igazi nő számára az idős kor maga a pokol.
1705-ben, 85 éves korában hunyt el Párizsban. Neve a francia kultúrában manapság is egyet jelent az ész és a kellem harmóniájával.
Saint-Simon ezt írta róla: „Ninon egész életében a felsőbb körökből szerezte barátait, de volt elég esze és intelligenciája ahhoz, hogy ne csak megtartsa őket, hanem ezeket az előkelőségeket egymással barátokká is tegye.”

## A legenda
Raymond Bernard írja le Saint-Germain gróf életéről szóló könyvében azt a történetet, mely szerint Ninon de l'Enclos még fiatal leány korában találkozott a Gróffal - akiről köztudomású volt, hogy birtokolja a hosszan tartó ifjúság elixírjének titkát -, aki felajánlotta Ninonnak a választás lehetőségét az örök fiatalság, a gazdagság és a szépség ajándéka között. A lány igen bölcsen az örök fiatalságot választotta, mivel úgy gondolta, hogy az ifjúság a másik két ajándékhoz is hozzásegítheti. Saint-Germain ezután elárulta a Ninonnak a nagy titkot, ami azután egészen idős koráig segített megőrizni ifjúkori báját, frissességét és küllemét.